# Монастырский (Самарская область)
 Монастырский — поселок в Красноармейском районе Самарской области. Административный центр сельского поселения Павловка.

## География
Находится на расстоянии примерно 18 километров по прямой на запад от районного центра села  Красноармейское.

## Население
Постоянное население составляло 16 человека (русские 100%) в 2002 году, 8 в 2010 году.